# Liang Kai

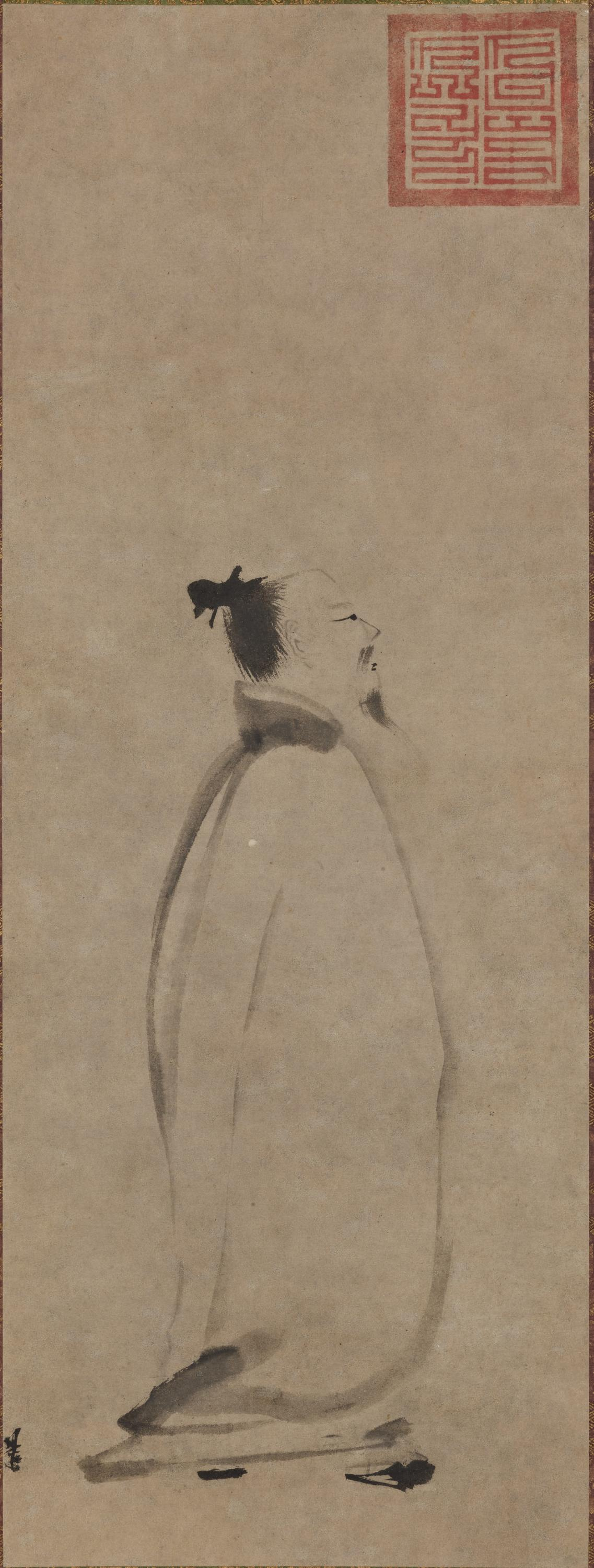
Lǐ Bái (Li Po) recitando un poema, atribuido a Liáng Kǎi, 81,1 × 30,5 cm. Museo Nacional de Tokio.

Liáng Kǎi (chino tradicional y simplificado : 梁楷,  Wade–Giles: Liang K'ai;c. 1140 - c. 1210) (finales del siglo XII-comienzos del siglo XIII es un pintor chino, igualmente conocido bajo el apodo de Liang el loco. Nació en la provincia de Shandong y trabajó en Lin An (hoy Hangzhou). Habría sido discípulo del maestro Jia Shigu.
En tanto que pintor, vivió, al igual que el pintor Mu Qi, entre la Corte y uno de los monasterios budistas, del budismo Chan chan, a orillas del lago del Oeste, durante los últimos años de la dinastía Song y los primeros años de la dinastía Yuan. Tanto la obra poética y pictórica de Su Shi (Su Dongpo) como la de Mi Fu, supusieron, como para tantos pintores eruditos, referencias esenciales . Cuando se hubo retirado a este monasterio investigó abiertamente la inspiración creadora en el alcohol, siguiendo una tradición bien establecida en los letrados. Entre algunas de las obras que le son atribuidas hoy "algunas fueron realizadas para la Corte imperial en un estilo que sugería la esencia del budismo libre de obstáculos; otras fueron ejecutadas en el estilo (...) "mera línea", (...) derivado de Li Gonglin; otras en el estilo abreviado, sumario, que los pintores budistas deben haber reivindicado como suyo". Parecería que esta pintura chan tiende a destacar los valores espirituales de la imagen por procedimientos formales. Lo que la acercaría, en términos de procedimiento, a la pintura de paisaje, en los pintores letrados, que pretende expresar las ideas por efectos de estilo y por la elección formal en perfecto acuerdo con su proceso espiritual.

## Pinturas atribuidas
Shâkyamuni saliendo de las montañas fue pintado para la Corte en el estilo antiguo de Wu Daozi (de los Tang), pero desprovisto de todo academismo. Consigue comunicar a la vez el cansancio del que surge Buda, después de una larga meditación, y su invencible fuerza interior mediante la elección del encuadre, bajo una potente línea oblicua. Según la inscripción, esta pintura fue realizada ante el emperador. Poco tiempo después, Liáng Kǎi dimitía de la academia, un hecho sin precedentes (y sin explicación) en la historia de la Academia. Los académicos habían pintado desde hace mucho tiempo los temas del budismo chan y continuaron luego.
Aplicó su "manera abreviada" a la pintura de personajes. En su retrato imaginario de Li Bai (701-762), "Un dibujo extremadamente simple y engañoso por ello mismo - una docena de trazos para la cabeza y más o menos lo mismo para el resto -, devuelve admirablement el estremecimiento interior del poeta.". Esta manera atestigua el interés de Ling Kai por la pintura de Su Shi, inspirada tanto por el taoísmo como por el budismo chan.
Un inmortal, a la tinta salpicada (Pomo xianren): un "Inmortal", según los códigos de la tradición del taoísmo, está evocado en su más logrado estilo libre, jugando con la velocidad y la extrema economía de medios. Liáng Kǎi se atiene con esto a la estética llamada "de la moderación" (hanxu), que exige a los eruditos, pintores aficionados, que eviten radicalmente los procedimientos empleados por los pintores profesionales. "El pintor aficionado usa únicamente el trazo caligráfico y tinta salpicada; sólo esta última técnica es apta para transcribir el sentido de las cosas."

En un paisaje nevado, rollo portátil, 110.3 × 49.7 cm. Tokio, Museo Nacional.
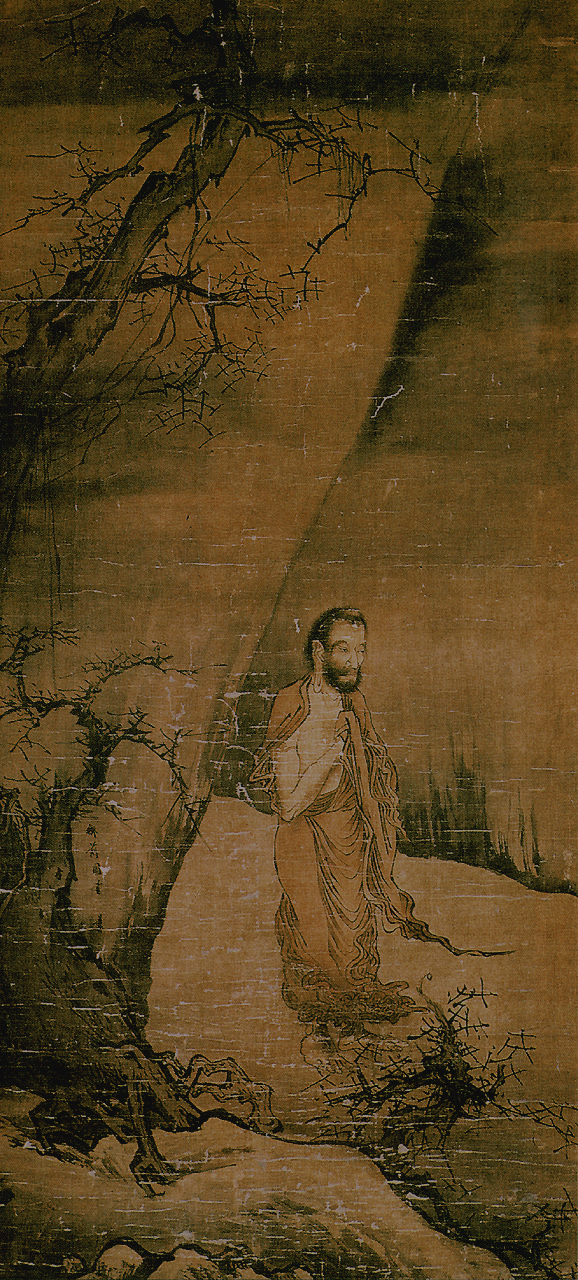
Shâkyamuni saliendo de las montañas, rollo vertical, tinta y colores sobre seda, 117.6 × 51.9 cm. Tokio, Museo Nacional.
Un inmortal, a la tinta salpicada (Pomo xianren), tinta sobre papel, hoja de álbum, 48,7 × 27,7cm. Taipéi, Museo Nacional del Palacio.
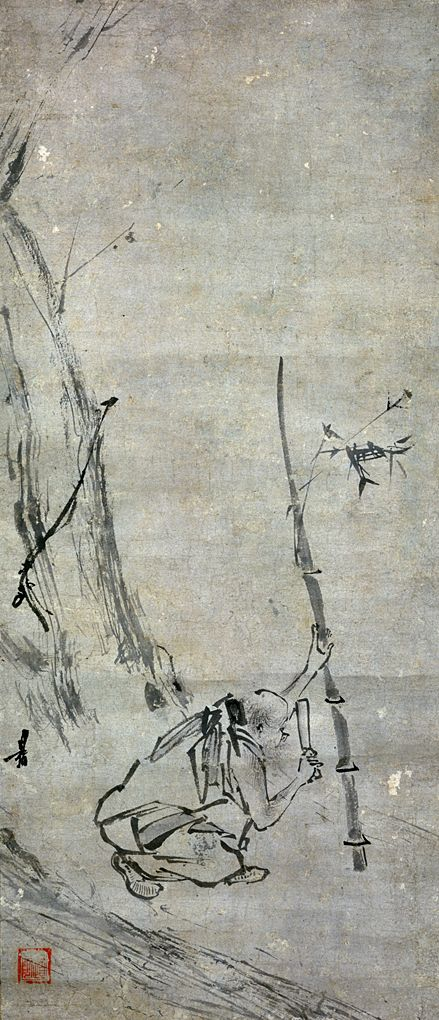
El sexto patriarca cortando un bambú, Rollo vertical, tinta sobre papel.[8] Tokio, Museo Nacional.
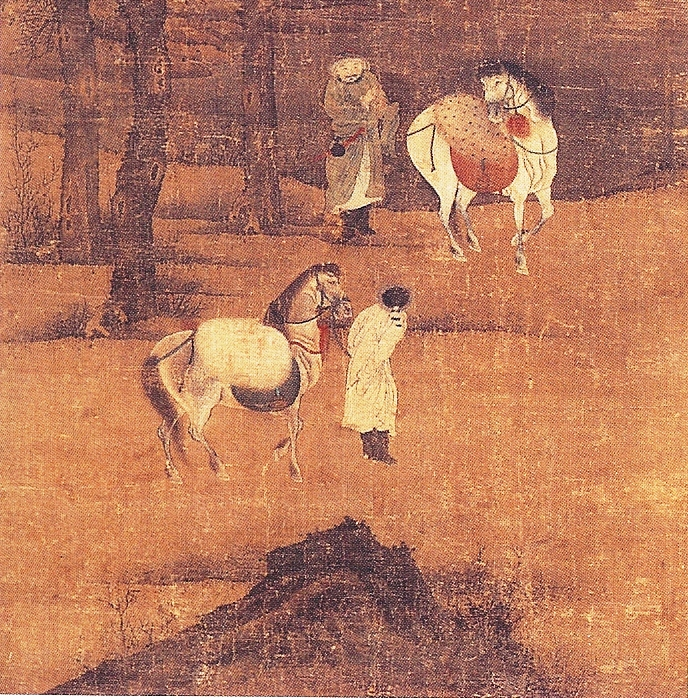
Dos hombres a caballo en un paisaje invernal, Rollo vertical, tinta sobre seda. Washington D.C., Freer Gallery of Art.

- El sexto patriarca rompiendo un sutra. Rollo vertical, tinta sobre papel.[9] Colección de Mitsui Takanaru, Tokio